# Заветное (Ленинский район)
Заве́тное (до 1945 года Яны́ш-Таки́л; укр. Завітне, крымскотат. Yanış Taqıl, Яныш Такъыл) — село в Ленинском районе (Автономной) Республики Крым, центр Заветненского сельского поселения (Заветненского сельсовета).

## Население
| 2001 | 2014  |
| ---- | ----- |
| 1416 | ↘1175 |

Всеукраинская перепись 2001 года показала следующее распределение по носителям языка
| Язык             | Процент |
| ---------------- | ------- |
| русский          | 77.82   |
| украинский       | 12.85   |
| крымскотатарский | 7.84    |
| другие           | 0.35    |

### Динамика численности
| - 1864 год — 60 чел. - 1889 год — 144 чел. - 1892 год — 31 чел. - 1902 год — 200 чел. - 1915 год — 0/185 чел. - 1926 год — 436 чел. | - 1939 год — 533 чел. - 1974 год — 1627 чел. - 1989 год — 1572 чел. - 2001 год — 1416 чел. - 2009 год — 1290 чел. - 2014 год — 1175 чел. |

## Современное состояние
На 2017 год в Заветном числится 12 улиц и 3 переулка; на 2009 год, по данным сельсовета, село занимало площадь 548,7 гектара на которой, в 525 дворах, проживало 1290 человек. В селе действуют средняя общеобразовательная школа и детский сад «Цветик-семицветик», библиотека, амбулатория общей практики семейной медицины, отделение Почты России, храм святителя Луки, действовал сельский Дом культуры. Заветное связано автобусным сообщением с Керчью и соседними населёнными пунктами.

## Памятники села
Во время Великой Отечественной войны район села Яныш-Такил, ввиду расположения в удобном месте берега Керченского пролива, неоднократно становился ареной боевых действий. Здесь происходили события Керченско-Феодосийской десантной операции и Керченской оборонительной операции в 1942 году, Эльтигенского десанта в 1943 году, шли ожесточённые бои при освобождении Крыма в апреле 1944 года. Погибшие в этих сражениях были захоронены в нескольких братских могилах в окрестностях, впоследствии перенесённых на территорию села. Постановлением Совета министров Республики Крым № 627 от 20 декабря 2016 года все три мемориала отнесены к категории объектов культурного наследия России
В послевоенное время (точная дата пока не установлена) в братской могиле на сельском кладбище были захоронены останки более 50 неизвестных бойцов 44-й и Приморской армий, погибших в в 1942 и в 1944 году соответственно. В 1961 году в сюда же перезахоронили останки пяти советских воинов из другой братской могилы, находившейся в восточной части Заветного. Объект культурного наследия.

Весной 1970 года под обрывом берега моря у села Набережное нашли останки двух бойцов 44-й армии, погибших в оборонительных боях 1942 года, по медальонам погибших выяснили их имена: сержанта И. С. Кулумбекова и П. П. Суслина. Павших захоронили в братской могиле на обрыве, но в связи в оползнями в 1975 году останки перезахоронены в братскую могилу в центре Заветного, установив памятник- стелу с двумя мемориальными досками. В 1980—1990-х годах памятник заменили на современный (без мемориальных досок).

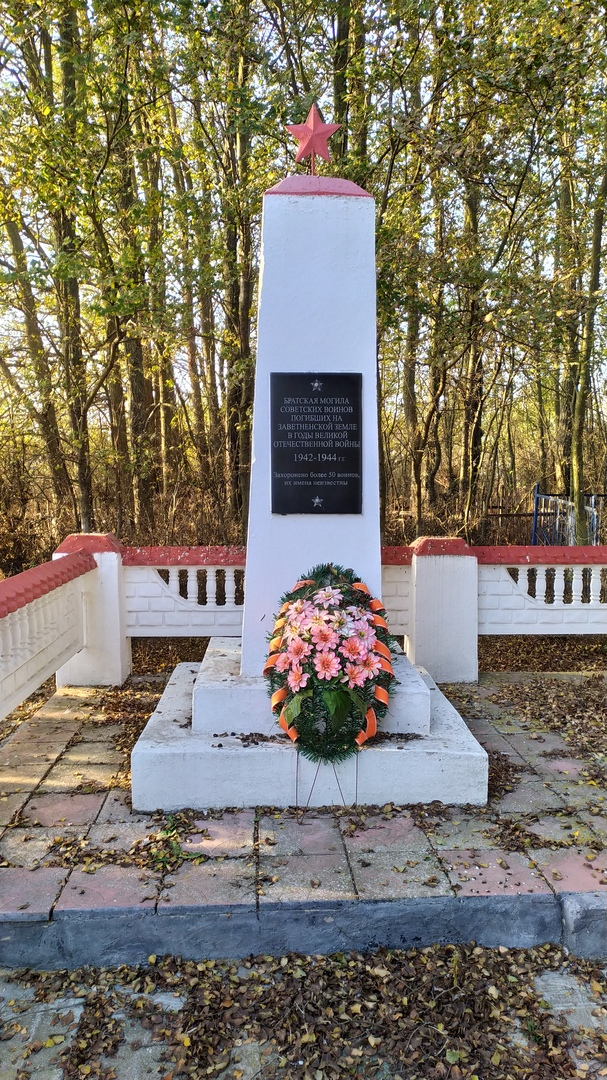
Братская могила на кладбище.
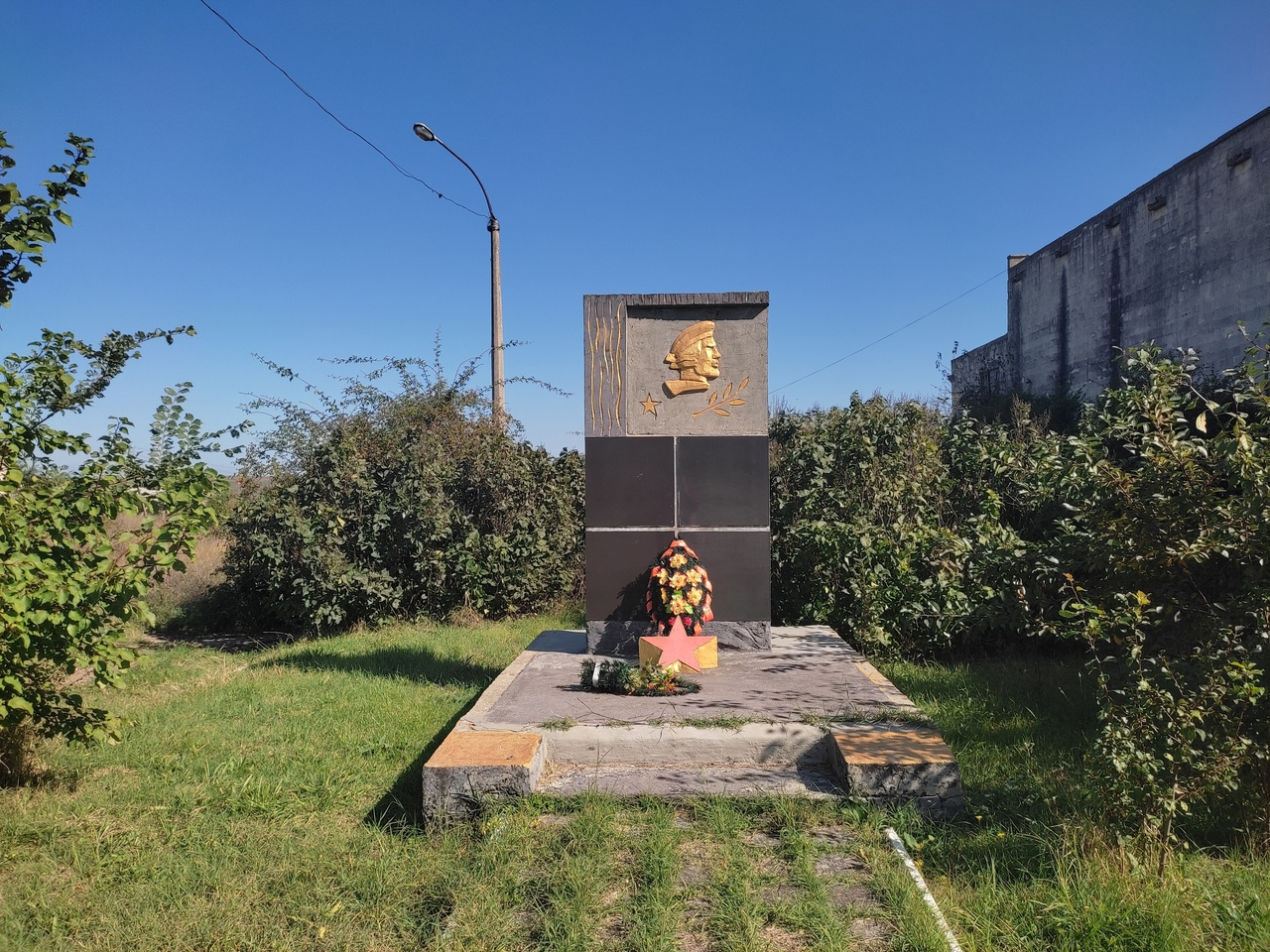
Братская могила Кулумбекова и Суслина.
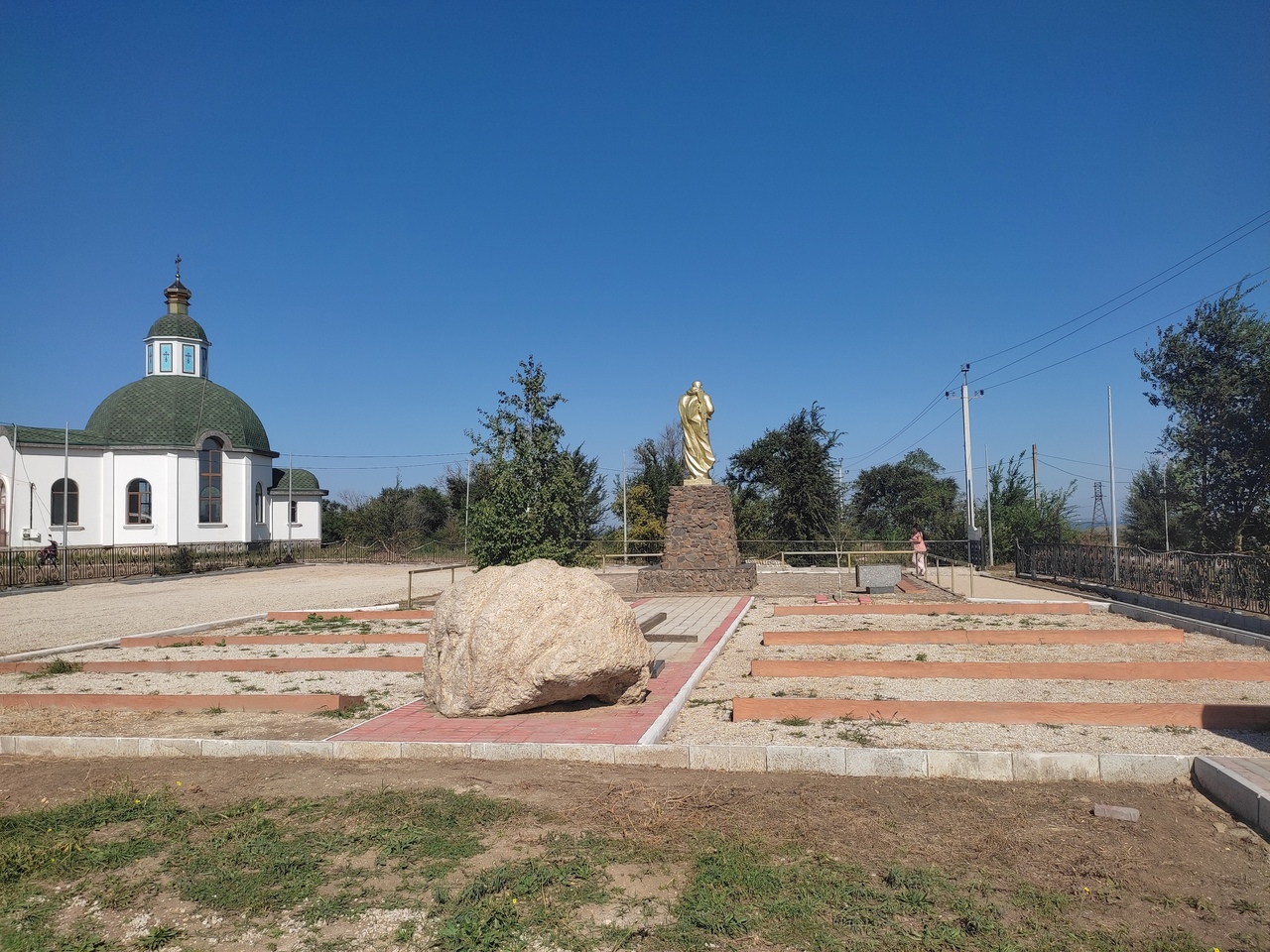
Мемориал советских воинов
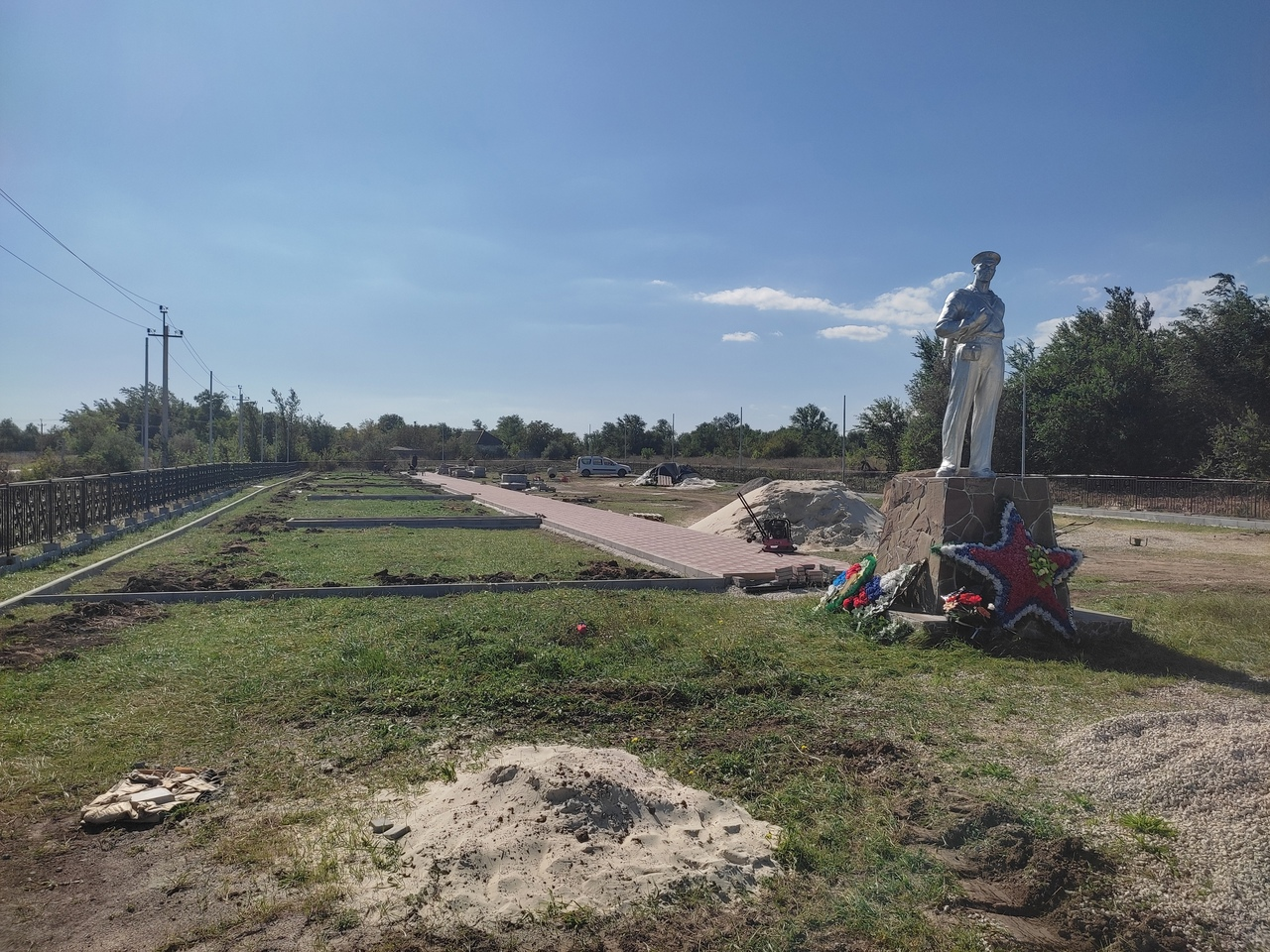
Памятник матросу на мемориале.
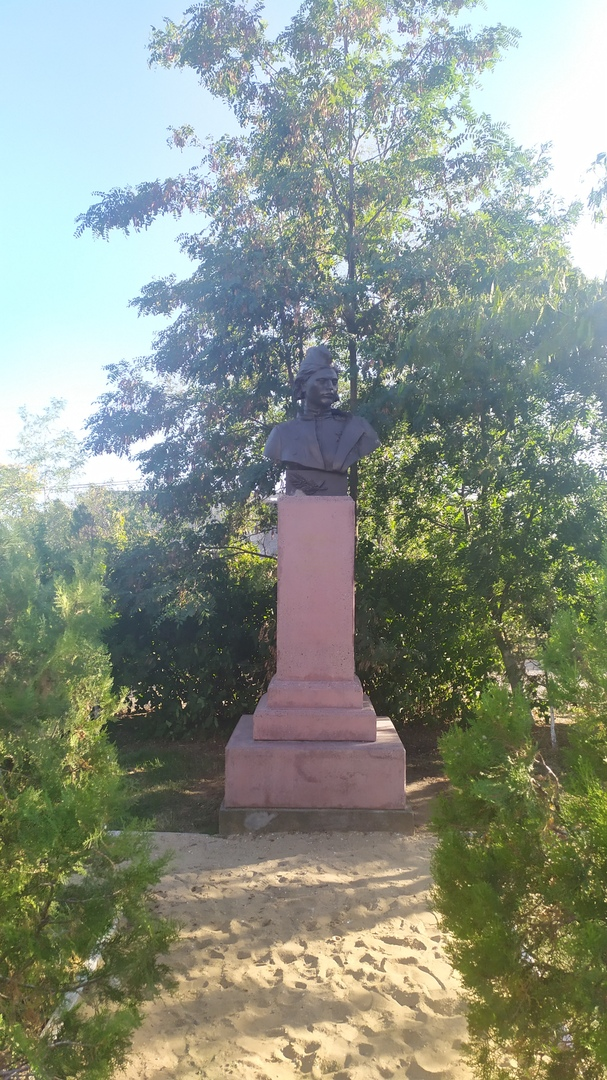
Бюст Татьяны Костыриной

В 2011 году в село перезахоронили останки советских воинов, погибших в ноябре—декабре 1943 года во время Эльтигенской десантной операции, из находившейся под угрозой подтопления братской могилы в селе Набережное. В 2013 году на братской могиле был установлен памятник. 12 апреля 2021 года в мемориале были перезахоронены найденные поисковиками останки шестнадцати бойцов Крымского фронта и открыт памятник краснофлотцу — десантнику. Скульптура краснофлотца первоначально была установлена на территории воинской части, на месте обнаружения останков десантников 9 бригады морской пехоты Черноморского Флота (похоронены на городском воинском кладбище в Керчи) и перенесена на мемориал в связи с попаданием месте в зону строительства Тавриды.
В начале мая 2016 года в центре Заветного открыли памятник-бюст снайпера 691-го стрелкового полка 383-й стрелковой дивизии Приморской армии, Героя Советского Союза Татьяны Костыриной, погибшей в бою за посёлок Аджимушкай во время Эльтигенского десанта 22 ноября 1943 года.

## География
Расположено на юго-востоке района и Керченского полуострова, практически, на берегу Керченского пролива, примерно в 77 километрах (по шоссе) от районного центра Ленино, ближайшая железнодорожная станция — Керчь — около 32 километров. Южнее села находится гора Харучу-Оба (104 м), высота центра села над уровнем моря 54 м. На севере к Заветному вплотную примыкает село Набережное. Восточнее расположена балка Чинграл-Джилга в которой расположено сухоречье с двумя озёрами, одно из них, расположенное у побережья, называется Янышское (или Голь); юго-восточнее — озеро Солёное. Транспортное сообщение осуществляется по региональным автодорогам 35Н-321 от шоссе граница с Украиной — Джанкой — Феодосия — Керчь до Заветного и 35Н-325 Челядиново — Заветное (по украинской классификации — С-0-10814 и С-0-10818).

## История
По мнению некоторых историков селение Callar, Cavallario, Cavalari, неоднократно отмечавшееся на портоланах, соответствует средневековому поселению Яныш-Такиль 1 XIII—XV века. Селение, как Caualarij (Кавалари), также упоминается как место, где в 1454 году командующий турецким флотом встретился с представителями Хаджи-Гирея. Первое документальное упоминание села встречается в Камеральном Описании Крыма… 1784 года, судя по которому, в последний период Крымского ханства Джаниш Такиль входил в Дин Керченский кадылык Кефинского каймаканства. Перед Русско-турецкой войной 1787—1791 годов производилось выселение крымских татар из прибрежных селений во внутренние районы полуострова. В конце 1787 года из Джаниша были выведены все жители — 217 душ. Видимо, жители в селение не вернулись (возможно, эмигрировали в Турцию, последовавшую вслед за присоединением Крыма к России 8 февраля 1784 года) и деревня вновь встречается на военно-топографической карте генерал-майора Мухина 1817 года, где деревня Яныш такил обозначена разорённой. После реформы волостного деления 1829 года Ямиш Такин, согласно «Ведомости о казённых волостях Таврической губернии 1829 года», отнесли к Чурубашской волости (переименованной из Аккозской). На карте 1836 года в деревне 6 дворов, а на карте 1842 года Янин-Такыл обозначен условным знаком «малая деревня», то есть, менее 5 дворов.
В 1860-х годах, после земской реформы Александра II, деревню приписали к Сарайминской волости. Согласно «Памятной книжке Таврической губернии за 1867 год», деревня Яным такил была покинута жителями в 1860—1864 годах, в результате эмиграции крымских татар, особенно массовой после Крымской войны 1853—1856 годов, в Турцию и, согласно «Списку населённых мест Таврической губернии по сведениям 1864 года», составленному по результатам VIII ревизии 1864 года, Яныш-Такил — владельческая русская деревня с 8 дворами и 60 жителями при колодцах. По обследованиям профессора А. Н. Козловского начала 1860-х годов, в селении колодцы были глубиной 1—5 саженей (от 2 до 10 м), но в большинстве из них (около трёх четвертей) вода была «дурного качества». Также имелись ауты, которые высыхали в течение лета (Аут — небольшой пруд в степном Крыму, наполнявшийся дождевой и талой водой). На трёхверстовой карте Шуберта 1865—1876 года в деревне Яниш-Такил обозначено 3 двора. По «Памятной книге Таврической губернии 1889 года», по результатам Х ревизии 1887 года, в деревне Яныш-Такыл числилось 23 двора и 144 жителя. По «…Памятной книжке Таврической губернии на 1892 год» в безземельной деревне Яныш-Такил, не входившей ни в одно сельское общество, числился 31 житель, домохозяйств не имеющий. На верстовой карте Крыма 1896 года в селении обозначено 84 двора с русским населением. По «…Памятной книжке Таврической губернии на 1902 год» в деревне Яныш-Такил, входившей в Сарайминское сельское общество, числилось 200 жителей, домохозяйств не имеющих. На 1914 год в селении действовало земское училище. По Статистическому справочнику Таврической губернии. Ч.II-я. Статистический очерк, выпуск пятый Феодосийский уезд, 1915 год, в деревне Яныш-Такыл (Бока Е. А.) Сарайминской волости Феодосийского уезда числился 21 двор (все дворы безземельные) с русским населением в количестве 185 человек только «посторонних» жителей, из которых 90 мужчин и 95 женщин. Жители землёй не владели, в хозяйствах имелось 82 лошади, 39 волов и 41 корова. На одноимённом хуторе того же Бока — 8 дворов и 30 «посторонних» жителей.
После установления в Крыму Советской власти, по постановлению Крымревкома, 25 декабря 1920 года из Феодосийского уезда был выделен Керченский (степной) уезд, а, постановлением ревкома № 206 «Об изменении административных границ» от 8 января 1921 года была упразднена волостная система и в составе Керченского уезда был создан Керченский район в который вошло село (в 1922 году уезды получили название округов. 11 октября 1923 года, согласно постановлению ВЦИК, в административное деление Крымской АССР были внесены изменения, в результате которых округа были отменены и основной административной единицей стал Керченский район в который вошло село. Согласно Списку населённых пунктов Крымской АССР по Всесоюзной переписи 17 декабря 1926 года, в селе Яныш-Такил, центре Яныш-Такилского сельсовета (в коем статусе село пребывает всю дальнейшую историю) Керченского района, числилось 80 дворов, из них 72 крестьянских, население составляло 436 человек (206 мужчин и 236 женщин). В национальном отношении учтено: 391 русский, 35 украинцев, 2 белоруса, 7 болгар, 1 записан в графе «прочие», действовала русская школа. Постановлением ВЦИК «О реорганизации сети районов Крымской АССР» от 30 октября 1930 года (по другим сведениям 15 сентября 1931 года) Керченский район упразднили и село включили в состав Ленинского, а, с образованием в 1935 году Маяк-Салынского района (переименованного 14 декабря 1944 года в Приморский) — в состав нового района. По данным всесоюзная перепись населения 1939 года в селе проживало 533 человека. На подробной карте РККА Керченского полуострова 1941 года в Яныш-Такиле обозначено 50 дворов.
После освобождения Крыма от фашистов, 12 августа 1944 года было принято постановление № ГОКО-6372с «О переселении колхозников в районы Крыма» и в сентябре того же года в район приехали первые новоселы 204 семьи из Тамбовской области, а в начале 1950-х годов последовала вторая волна переселенцев из различных областей Украины. Указом Президиума Верховного Совета РСФСР от 21 августа 1945 года Яныш-Такил был переименован в Заветное и Яныш-Такильский сельсовет — в Заветненский. С 25 июня 1946 года Заветное в составе Крымской области РСФСР, а 26 апреля 1954 года Крымская область была передана из состава РСФСР в состав УССР. В 1958 году к Заветному присоединили посёлок Коренково (согласно справочнику «Крымская область. Административно-территориальное деление на 1 января 1968 года» — в период с 1954 по 1968 годы). Указом Президиума Верховного Совета УССР «Об укрупнении сельских районов Крымской области», от 30 декабря 1962 года Приморский район был упразднён и село присоединили к Ленинскому. По данным переписи 1989 года в селе проживало 1572 человека. С 12 февраля 1991 года село в восстановленной Крымской АССР, 26 февраля 1992 года переименованной в Автономную Республику Крым. С 21 марта 2014 года в составе Крыма аннексировано Россией.